# Années 70 av. J.-C.
Les années 70 av. J.-C. couvrent les années de 79 av. J.-C. à 70 av. J.-C.

## Événements
- 80-72 av. J.-C. : deuxième soulèvement de Sertorius et des Lusitaniens en Hispanie[1]. Il étend son autorité sur toute la péninsule. Il constitue avec les émigrés qui l’entourent un Sénat qu’il oppose à celui de Rome. Envoyé par Sylla, Q. Metellus Pius ne peut en venir à bout. Pompée est alors envoyé malgré les répugnances du Sénat romain mais sa première campagne est rejetée au-delà de l’Èbre.
- 80-74 av. J.-C. : révoltes des Volques, des Aquitains, des Voconces et des Allobroges contre Rome à la faveur de la guerre de Sertorius, réprimées par Pompée pour ouvril la route d'Espagne[2].
- 76-67 av. J.-C. : paix et prospérité économique en Judée sous le règne de Salomé Alexandra[3].
- Vers 75 av. J.-C. : 
  - Invasion de l'île de Bretagne par les Belges, qui s'installent à l'embouchure de la Tamise[4].
  - Les Suèves d'Arioviste, Germains venus de la vallée de l'Elbe, s'établissent sur le Main, jusqu'à l'actuelle Mayence[5].
- Entre 75 et 60 av. J.-C. : un vaisseau de commerce de près de 40 mètres de long fait naufrage à la madrague de Giens, au large de la presqu’île de Giens près d’Hyères avec sa cargaison. L’épave, la plus grande d’un navire antique jamais retrouvé, est découverte en 1967. Son chargement, environ 6 000 amphores à vin venues de la région de Terracina dans le sud du Latium  disposées en trois couches et plusieurs centaines de vases à vernis noir, a été fouillé par André Tchernia et Patrice Pomey à partir de 1972[6].
- 74-63 av. J.-C. : troisième guerre de Mithridate[7]. En Asie, Lucullus est victorieux devant Tigrane II et Mithridate VI (fin en 68 av. J.-C.). Il chasse Mithridate de Bithynie. Celui-ci se réfugie en Arménie auprès de Tigrane II.
- 73-71 av. J.-C. : troisième Guerre servile[7].
- Vers 70 av. J.-C. : Tigrane II d’Arménie, après avoir conquis la Cilicie, la Syrie et la Mésopotamie septentrionale, fonde la capitale de Tigranocerte sur le Haut-Tigre[8].

- En Gaule, échec de Celtill (latin Celtillos), père de Vercingétorix, pour restaurer la royauté Arverne à son profit. Il échoue et est brûlé vif par l'aristocratie de son peuple[9].

## Personnalités significatives
- Arioviste
- Cicéron
- Crassus
- Hyrcan II
- Lucullus
- Pompée
- Sertorius
- Shimon ben Shetah
- Spartacus
- Tigrane II d'Arménie